# 意大利广播电视公司
意大利广播电视公司（義大利語：RAI – Radiotelevisione italiana，意大利语发音：[ˈrai ˌradjoteleviˈzjoːne itaˈljaːna]），自2000年以来的商业名称为Rai，直到1954年被称为Radio Audizioni Italiane，是意大利的公共广播电视台 ，由经济和财政部拥有。RAI运营着许多地球和订阅的电视频道和广播电台。它是意大利最大的广播公司之一，与Mediaset和其他小型广播和电视网络竞争。RAI的电视观众份额相对较高，为35.9%。
RAI广播也在周边国家接收，包括阿尔巴尼亚、波斯尼亚、克罗地亚、法国、马耳他、摩纳哥、黑山、圣马力诺、斯洛文尼亚、瑞士、塞尔维亚、突尼斯和梵蒂冈城，以及欧洲各地的付费电视和一些FTA频道，包括英国的Hotbird卫星。RAI收入的一半来自广播接收许可费，其余来自广告时间的销售。1950年，RAI成为欧洲广播联盟的23个创始成员之一。

## 频道
意大利广播电视公司有五个主要频道：Rai 1、Rai 2、Rai 3、Rai 4、Rai 5。其中Rai 1、Rai 2、Rai 3是主要的三个综合频道，播出新闻、电影、电视剧、娱乐节目和少儿节目等，Rai 1是意大利收视率最高的频道，它是Rai的旗舰频道，直接与Mediaset下属的Canale 5频道展开竞争。Rai 4是播出影视、娱乐节目的频道，Rai 5是播出科教类和纪实类节目的频道。
数字电视平台上还有以下频道：
- Rai News24 （24小时新闻频道）
- Rai Gulp  （少儿频道）
- Rai Sport （体育频道）
- Rai Storia  （历史频道）
- Rai Premium （电视剧频道）
- Rai Scuola  （教育频道）
- Rai Yoyo    （学龄前幼儿频道）
- Rai Movie   （电影频道）

卫星上另有Rai Italia（意大利国际频道）向全球广播，节目按时区编排分为亚洲版、非洲版、澳洲版和美洲版。其中非洲版、澳洲版和美洲版在周末和节假日期间会转播多场意大利足球甲级联赛和乙级联赛，而亚洲版由于版权问题，在比赛时段会改播其他节目（通常为意大利的老电影及综艺节目）

## 收看方式
- 地面无线信号：意大利境内随地区而变（地面无线信号免费播出）
- 有线电视：意大利境内（随不同地区运营商而变）
- 卫星电视：欧洲6号、欧洲9号卫星（部分频道加密播出，需要专用解密卡）
- 网络直播：Rai官方网站（仅限意大利国内观看，国外无法播放，提示版权受限）